# IC 2213
IC 2213 — галактика типу Sb (компактна витягнута галактика) у сузір'ї Близнята.
Цей об'єкт міститься в оригінальній редакції індексного каталогу.